# Модлин
Мо́длин (пол. Twierdza Modlin, русское название в 1834—1915 годы Новогео́ргиевская кре́пость, Крепость Новогеоргиевск) — изначально шведская, позже французская (наполеоновская), а затем российская (тет-де-пон), немецкая (с 1915 года) и польская крепость XIX—XX веков, в 30 километрах от Варшавы, в месте слияния рек Вислы и Нарева. 
Крепость была расположена в деревне Модлин (в Российской империи с 1834 года называвшейся Новогеоргиевск), в 1961 году ставшей районом польского города Новы-Двур-Мазовецки. Сохранившаяся часть крепости является мемориальным комплексом, использующимся также и польской армией. Цитадель крепости является самым длинным зданием в Европе, длиной более двух километров.

## Предыстория

План крепости Модлин

Первые укрепления на месте крепости были построены шведами в XVII веке. В 1655 году вторгшиеся в Польшу (так называемый «Шведский потоп») шведские войска построили на этом месте укреплённый лагерь, контролировавший переправу через Вислу. После поражения шведов построенные ими укрепления были разрушены. Во время Северной войны укрепления в этом месте строили саксонские войска под командованием Адама Штейнау.

## Начало XIX века
В 1806 году Наполеон приказал построить в Герцогстве Варшавском ряд крепостей, среди них и Модлин, для обеспечения защиты переправы через Вислу и Нарев. В 1807—1812 годах французскими инженерами была построена современная редутная крепость по проекту Франсуа Шасслу-Лоба. На строительстве были заняты 10—12 тысяч местных крестьян.
После разгрома наполеоновской армии в России французские войска ушли из крепости, и она была занята армией союзного Наполеону Герцогства Варшавского под командованием наполеоновского генерала голландского происхождения Хермана Виллема Данделса. 5 февраля 1813 года крепость была осаждена русской армией в 36 тысяч человек, под командованием Карла Оппермана. Гарнизон выдерживал осаду до 1 декабря 1813 года, дольше всех остальных французских крепостей на Висле.
Во время Польского восстания 1830 года Модлинская крепость была опорным пунктом восставших. Окружённая русскими войсками, она сдалась после поражения восстания.

## Новогеоргиевская крепость в Российской империи

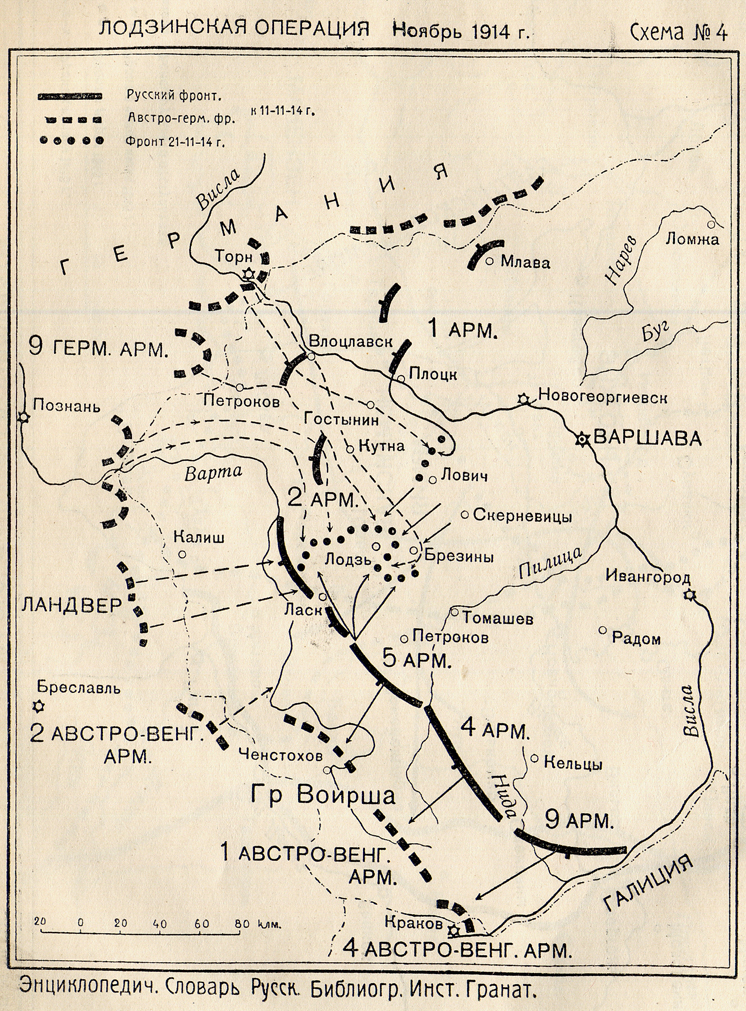
Новогеоргиевск на карте фронтов осени 1914 года (устье Нарева)

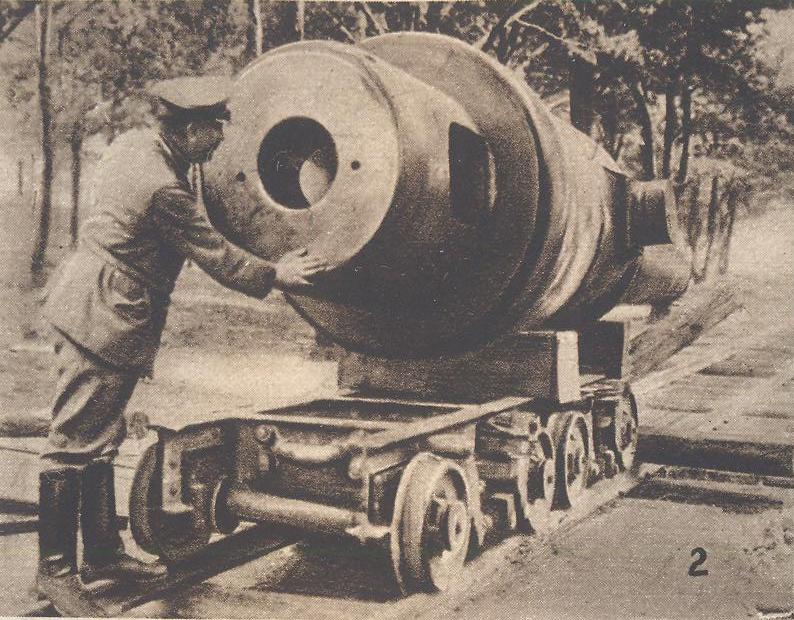
Русское крепостное орудие, захваченное в Новогеоргиевске в 1915г.

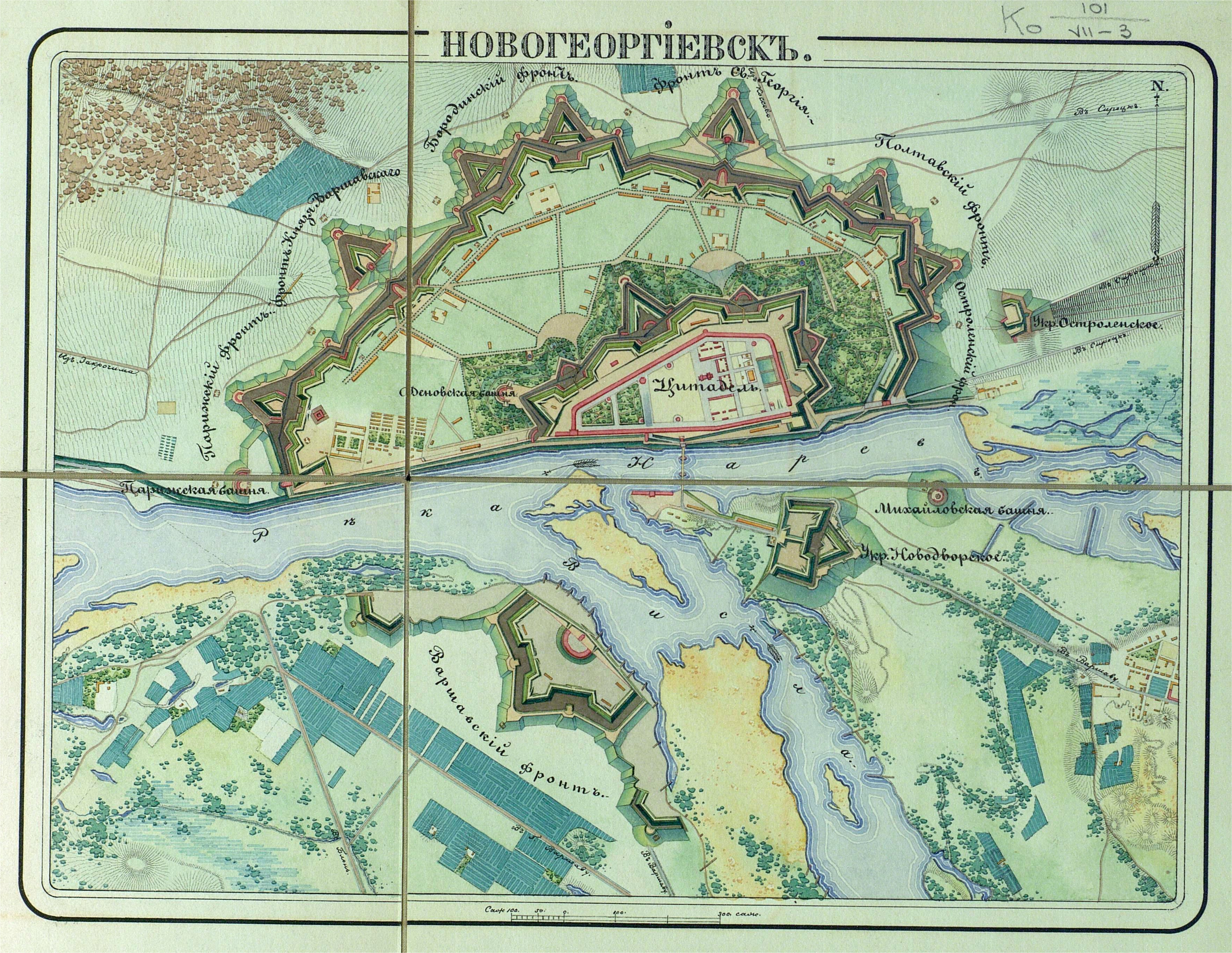
План Новогеоргиевской крепости.
1830-е годы.

Схема размещения Новогеоргиевской, Варшавской крепости и русской крепости в Зегрже (Сероцке).

После этого по указанию Николая I Модлинская крепость была значительно расширена и в 1834 году переименована в Новогеоргиевск. Составление проекта было поручено генералам Ивану Дену и Александру Фельдману. Строительство шло интенсивно и было близко к окончанию уже в 1836 году. В конце XIX века крепость была модернизирована — вокруг цитадели была построена линия фортов.
Во время Первой мировой войны значительно устаревшая крепость сковала значительные силы немцев и после отхода русских войск с левобережья Польши, оставленная для сдерживания наступления противника, оборонялась пятнадцать дней со дня начала осады. Противник подверг обстрелу вначале первую линию фортов и захватил два из них, а затем, продолжив артобстрел из осадных орудий, взял штурмом внутренние форты. Крепость капитулировала 7 (20) августа 1915 года. В Новогеоргиевске сдались в плен 83 000 человек, в том числе 23 генерала и 2100 офицеров. В качестве трофеев противнику достались 1204 орудия.

## В независимой Польше
После получения Польшей независимости крепость использовалась польской армией, была реконструирована и расширена.
9 мая 1919 года в Модлине, Ломже и Варшаве была сформирована 8-я пехотная дивизия (8 Dywizja Piechoty).
Во время Второй мировой войны крепость, защищая Варшаву, оборонялась против немцев польскими силами под командованием бригадного генерала Виктора Томме (1881—1962), в прошлом офицера русской армии (оборона Модлина). Крепость капитулировала 29 сентября 1939 года. Был освобождён в январе 1945 года в ходе Млавско-Эльбингской операции.
В современной Польше сохранившаяся часть крепости является мемориальным комплексом, военное использование которой продолжается. Неподалёку в 1937 году был построен военный аэродром, использовавшийся во Второй мировой войне немецкими и советскими войсками, а с 2012 года действующий как гражданский аэропорт Варшава/Модлин.

## Фотографии

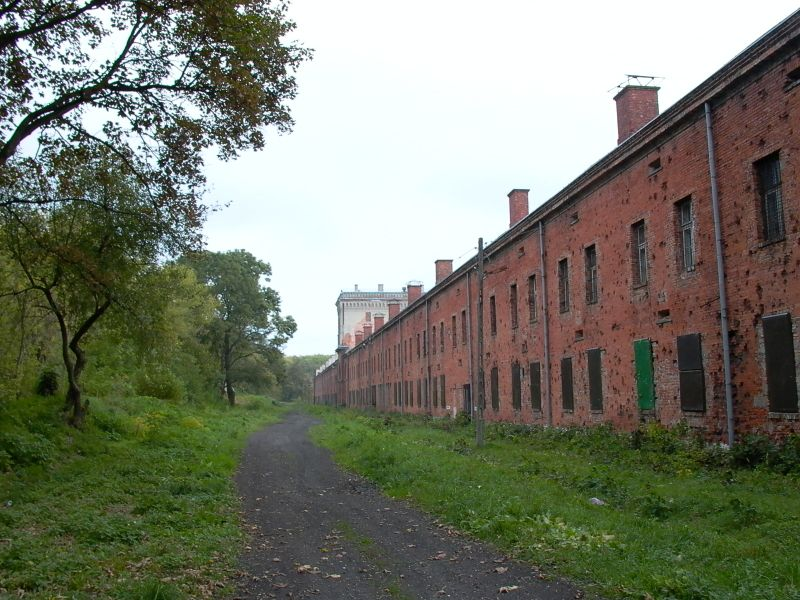
Строения крепости
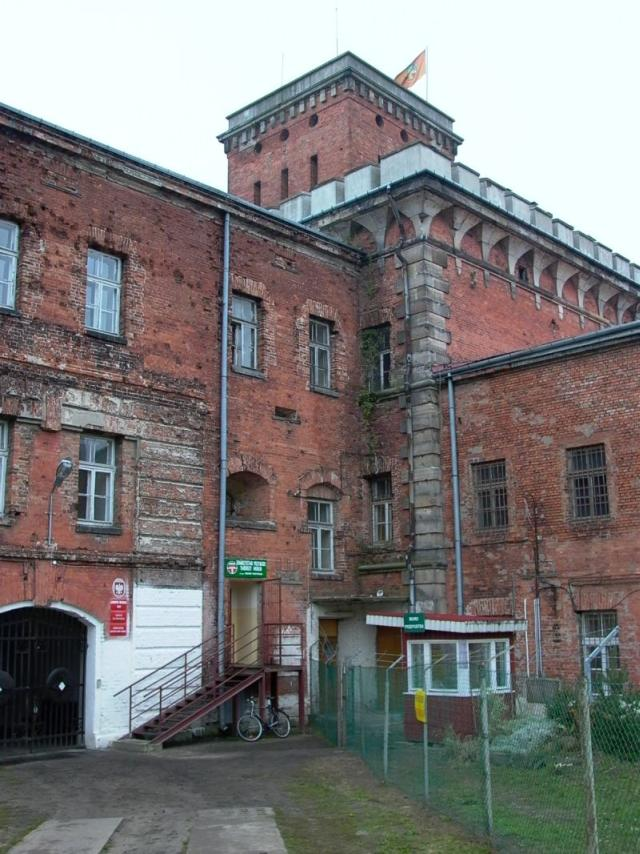
Строения крепости
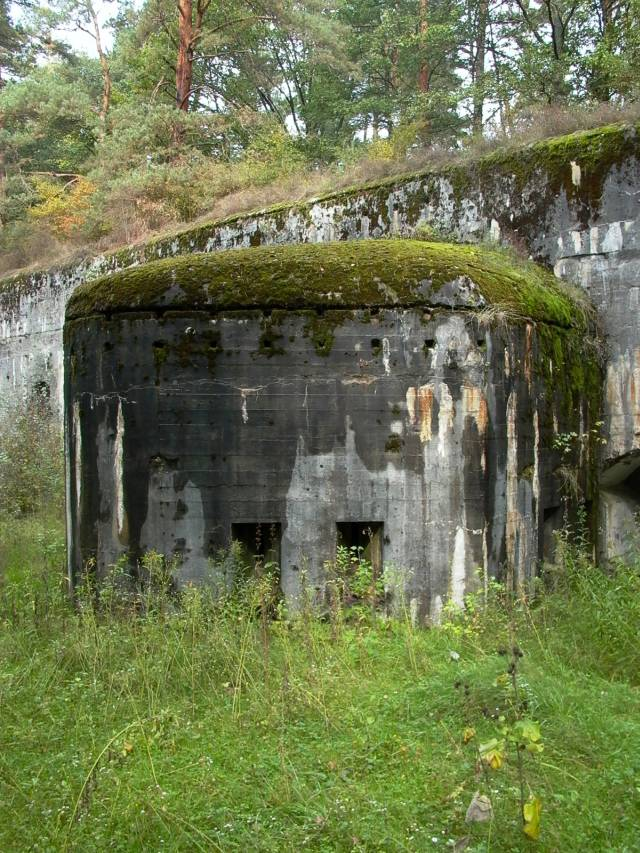
Форт XV
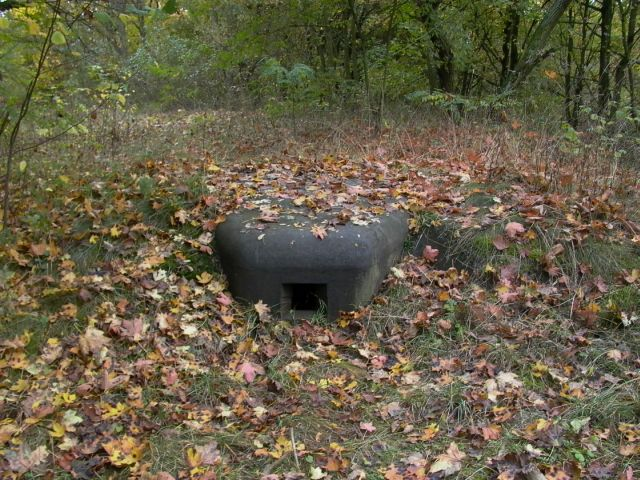
Форт XVI, огневая точка
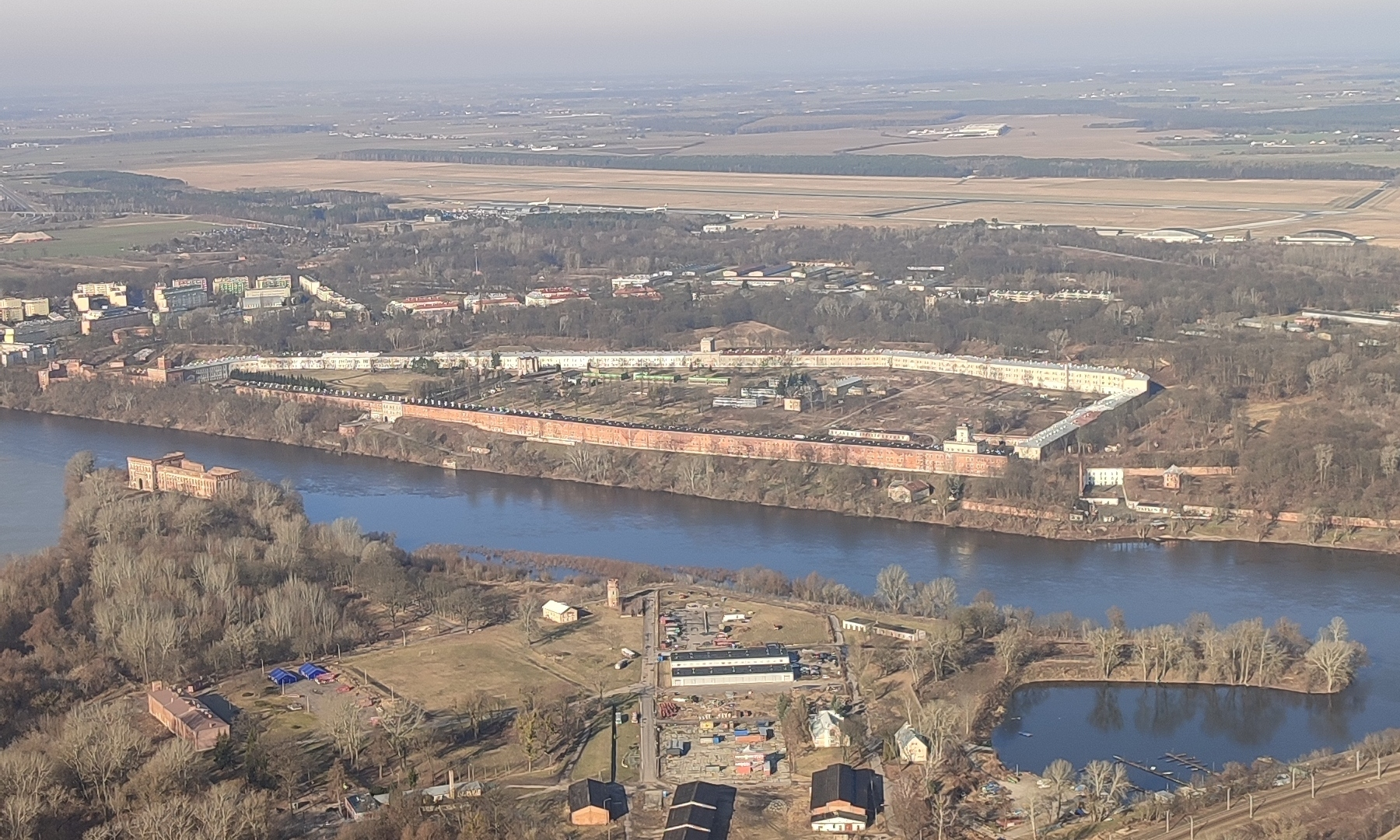
Общий вид крепости